# Norbert Weisser
Norbert Weisser (ur. 9 lipca 1946 w Neu-Isenburg) – niemiecko-amerykański aktor filmowy, teatralny i telewizyjny.

## Filmografia
- 1978: Midnight Express jako Erich
- 1982: Coś jako norweski pilot
- 1983: Strefa mroku jako żołnierz
- 1986: Trzej Amigos jako niemiecki przyjaciel
- 1987: Walker jako Prange
- 1990: Kapitan Ameryka jako inspektor Alaski
- 1992: Chaplin jako niemiecki dyplomata
- 1993: Lista Schindlera jako Unterscharführer Albert Hujar
- 1993: Hokus pokus jako pan Binx
- 1994: Droga do Wellville jako dr Spitzvogel
- 1998: Potępieniec jako Martin Benedict
- 2000: Pollock jako Hans Namuth
- 2001: Terrorysta jako Dugger
- 2004: Na zakręcie jako Walter
- 2012: Breaking Bad jako Peter Schuler
- 2017: Wolfenstein II: The New Colossus jako Adolf Hitler